# Ouratea amplectens
Ouratea amplectens là một loài thực vật thuộc họ Ochnaceae. Loài này có ở Ghana và Liberia. Chúng hiện đang bị đe dọa vì mất môi trường sống.